# Кандидони
Кандидони (итал. Candidoni) — коммуна в Италии, располагается в регионе Калабрия, подчиняется административному центру Реджо-Калабрия.
Население составляет 410 человек, плотность населения составляет 16 чел./км². Занимает площадь 26 км². Почтовый индекс — 89020. Телефонный код — 0966.
Покровителем коммуны почитается святитель Николай Мирликийский, чудотворец, празднование 6 декабря.
Кандидони граничит с коммунами Лауреана-ди-Боррелло, Лимбади, Милето, Никотера, Розарно, Сан-Калоджеро, Серрата.